# 香爐 (澎湖)
香爐，因島形似香爐而得名，為台灣澎湖縣望安鄉東坪村的一個島嶼，面積約0.0033平方公里。島嶼位於東嶼坪嶼東南方200公尺處，大乾潮時可自東嶼坪嶼涉水前往。最高處約2公尺。為澎湖南方四島國家公園九座附屬島嶼之一。